# Gincrey
Gincrey est une commune française située dans le département de la Meuse, en région Grand Est.

## Géographie

### Hydrographie

#### Réseau hydrographique
La commune est traversée par la ligne de partage des eaux entre les bassins versants du Rhin et de la Meuse au sein du bassin Rhin-Meuse. Elle est drainée par l'Orne, le ruisseau de Vaux, le ruisseau de Tieronville, le ruisseau de Russe, le ruisseau de l'Étang de Braux et le ruisseau le Sorel,.
L'Orne, d'une longueur de 86 km, prend sa source dans la commune de Ornes et se jette  dans la Moselle à Richemont, après avoir traversé 25 communes. 
Le ruisseau de Vaux, d'une longueur de 14 km, prend sa source dans la commune de Douaumont-Vaux et se jette  dans l'Orne à Foameix-Ornel, après avoir traversé six communes. Les caractéristiques hydrologiques du Ru de Vaux sont données par la station hydrologique située sur la commune de Morgemoulin. Le débit moyen mensuel est de 0,391 m3/s. Le débit moyen journalier maximum est de 10,4 m3/s, atteint lors de la crue du 20 décembre 1993. Le débit instantané maximal est quant à lui de 14,8 m3/s, atteint le 21 décembre 1993.

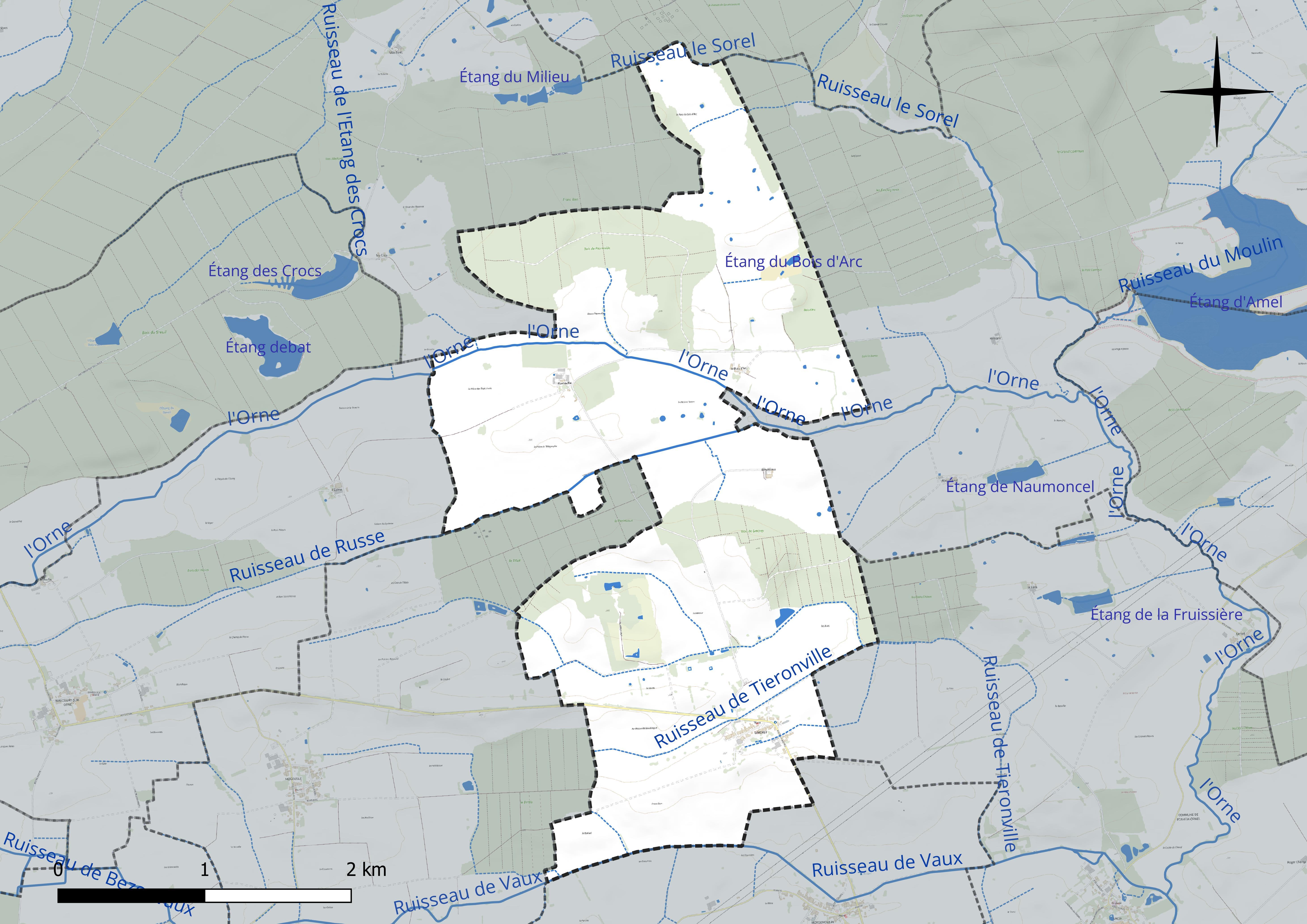
Réseau hydrographique de Gincrey.

Un plan d'eau complète le réseau hydrographique : l'étang du Bois d'Arc (0,4 ha),.

#### Gestion et qualité des eaux
Le territoire communal est couvert par le schéma d'aménagement et de gestion des eaux (SAGE) « Bassin ferrifère ». Ce document de planification concerne le périmètre des anciennes galeries des mines de fer, des aquifères et des bassins versants hydrographiques associés qui s’étend sur 2 418 km2. Les bassins versants concernés sont celui de la Chiers en amont de la confluence avec l'Othain, et ses affluents (la Crusnes, la Pienne, l'Othain), celui de l'Orne et ses affluents et celui de la Fensch, le Veymerange, la Kiesel et les parties françaises du bassin versant de l'Alzette et de ses affluents (Kaylbach, ruisseau de Volmerange). Il a été approuvé le 27 mars 2015. La structure porteuse de l'élaboration et de la mise en œuvre est la région Grand Est. 
La qualité des cours d’eau peut être consultée sur un site dédié géré par les agences de l’eau et l’Agence française pour la biodiversité. 

### Climat
Pour des articles plus généraux, voir Climat du Grand Est et Climat de la Meuse.
En 2010, le climat de la commune est de type climat des marges montargnardes, selon une étude du Centre national de la recherche scientifique s'appuyant sur une série de données couvrant la période 1971-2000. En 2020, Météo-France publie une typologie des climats de la France métropolitaine dans laquelle la commune est dans une zone de transition entre le climat océanique altéré et le climat océanique altéré et est dans la région climatique  Lorraine, plateau de Langres, Morvan, caractérisée par un hiver rude (1,5 °C), des vents modérés et des brouillards fréquents en automne et hiver. 
Pour la période 1971-2000, la température annuelle moyenne est de 9,6 °C, avec une amplitude thermique annuelle de 16,2 °C. Le cumul annuel moyen de précipitations est de 910 mm, avec 13,4 jours de précipitations en janvier et 9,4 jours en juillet. Pour la période 1991-2020, la température moyenne annuelle observée sur la station météorologique de Météo-France la plus proche, « Rouvres-en-woevre », sur la commune de Rouvres-en-Woëvre à 9 km à vol d'oiseau, est de 10,8 °C et le cumul annuel moyen de précipitations est de 668,3 mm. 
La température maximale relevée sur cette station est de 40,2 °C, atteinte le 24 juillet 2019 ; la température minimale est de −15,4 °C, atteinte le 7 février 2012,,. 
Les paramètres climatiques de la commune ont été estimés pour le milieu du siècle (2041-2070) selon différents scénarios d'émission de gaz à effet de serre à partir des nouvelles projections climatiques de référence DRIAS-2020. Ils sont consultables sur un site dédié publié par Météo-France en novembre 2022.

## Urbanisme

### Typologie
Au 1er janvier 2024, Gincrey est catégorisée commune rurale à habitat très dispersé, selon la nouvelle grille communale de densité à sept niveaux définie par l'Insee en 2022.
Elle est située hors unité urbaine. Par ailleurs la commune fait partie de l'aire d'attraction de Verdun, dont elle est une commune de la couronne,. Cette aire, qui regroupe 103 communes, est catégorisée dans les aires de moins de 50 000 habitants,.

### Occupation des sols
L'occupation des sols de la commune, telle qu'elle ressort de la base de données européenne d’occupation biophysique des sols Corine Land Cover (CLC), est marquée par l'importance des territoires agricoles (79,1 % en 2018), une proportion sensiblement équivalente à celle de 1990 (78,3 %). La répartition détaillée en 2018 est la suivante : 
prairies (51,5 %), terres arables (27,5 %), forêts (20,9 %). L'évolution de l’occupation des sols de la commune et de ses infrastructures peut être observée sur les différentes représentations cartographiques du territoire : la carte de Cassini (XVIIIe siècle), la carte d'état-major (1820-1866) et les cartes ou photos aériennes de l'IGN pour la période actuelle (1950 à aujourd'hui).

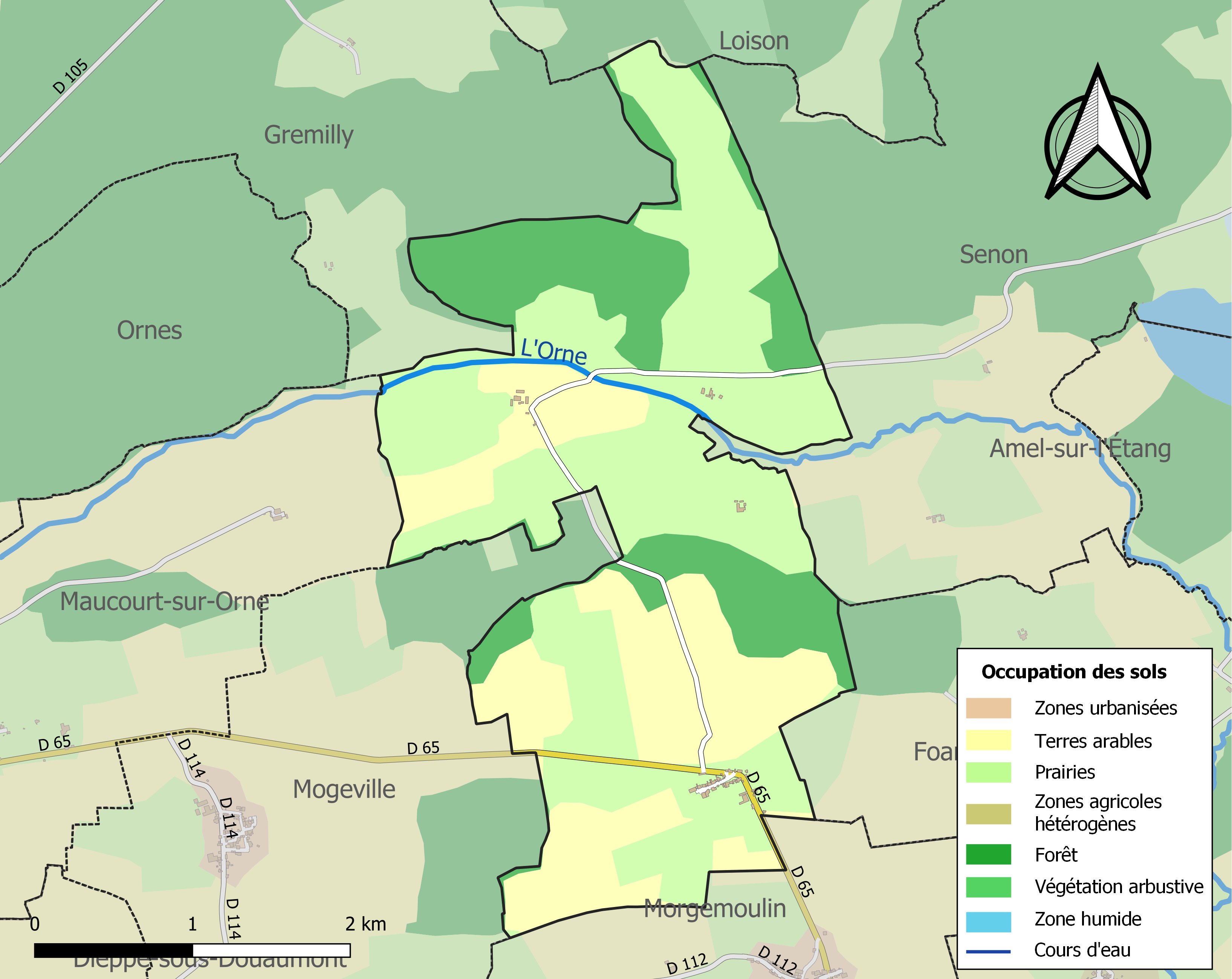
Carte des infrastructures et de l'occupation des sols de la commune en 2018 (CLC).

## Toponymie
Anciennes mentions : Unchereium (1047), Junchereium (1049), Junchereium ante Castellum Ramerudis (1049), Unkereis (1082), Junkereis (1089), Juncareium (1127), Jonquareium ante Castellum Ramerudis (1127), Junqueri (1247), Jonquereium (1250), Junquerei-la-Ville (1250), Jonquerei (1263, 1264), Junquerey (1549), Juincrey (1642, 1745), Gineray (1700), Gincray, Genecrium (1738), Juncherium, Geincrey, Juincré (1756).
Issu du latin juncus « jonc » et du double suffixe -ar -etum[réf. nécessaire].

## Histoire
Avant 1790 – Pour le spirituel : diocèse de Verdun, originairement archidiaconé de la Princerie, doyenné de Chaumont, ensuite archidiaconé de la Woëvre, doyenné de Pareid, annexe de Maucourt puis depuis 1610 annexe de Morgemoulin – Pour le Temporel : Verdunois, terre du chapitre des chanoines de la cathédrale de Verdun, bailliage de Verdun prévôté de Foameix.
En 1790 – Archiprêtré et arrondissement de Verdun, district d'Étain.
Écarts : fermes de Pierreville, de Renonvaux et du Bois d'Arc.

### Histoire de Pierreville
À l'origine, Pierreville est un domaine.
Au Moyen Âge, une communauté rurale y vit et il y a une église. Des biens de Pierreville appartiennent aux évêques de Verdun, à l’abbaye Saint-Vanne de Verdun, à la collégiale Saint-Maur de Hattonchâtel, à l’abbaye Saint-Maur de Verdun, à des chevaliers et à bien d’autres.
En 1491, Pierreville est en ruines et désert. L’évêque de Verdun cède alors Pierreville, en fief, à son prévôt de Fresnes à charge d’y construire une maison, de rassembler cent-quatre-vingts jours de terres et de prés en une seule pièce et de remettre le tout en valeur le plus tôt possible. 	En 1498, ce fief est converti en roture.
Pendant la guerre de Trente Ans, Pierreville est à nouveau entièrement détruit et déserté.
Pierreville appartient à la famille Maclot (issue du clan écossais Mac Leod), depuis au moins 1678 jusqu’en 1841.
Au début du XVIIIe siècle, Pierreville est un hameau, il y a treize feux en 1724.
À la révolution française, le propriétaire de Pierreville ayant émigré, tous ses biens sont séquestrés. Pierreville est vendu comme domaine national en 1797 puis est échangé contre d’autres biens en 1806 pour être intégré à la Sénatorerie de Nancy.
En 1816, le domaine de Pierreville est restitué à la famille Maclot.
En 1860, le comte Dessöffy de Csernek et Tarkö et son épouse Angélique Marie Laure de Saint Vincent, propriétaire de Pierreville, y font construire un château.
Au cours de la première guerre mondiale, Pierreville est à nouveau totalement détruit. 
Une tuilerie, dite la tuilerie de Pierreville, est en exploitation déjà au début du XVIIe siècle et sera en activité jusque vers 1900.
Une station télégraphique (télégraphe Chappe), faisant partie de la ligne de télégraphie aérienne Paris -Strasbourg, est installée sur le territoire de la ferme de Pierreville. Afin d’en améliorer la visibilité, le télégraphe de Pierreville est équipé d’un réflecteur ou système de réflexion installé sur le domaine de la ferme voisine de l’Épina. Ce poste est en service de 1798 à 1852.

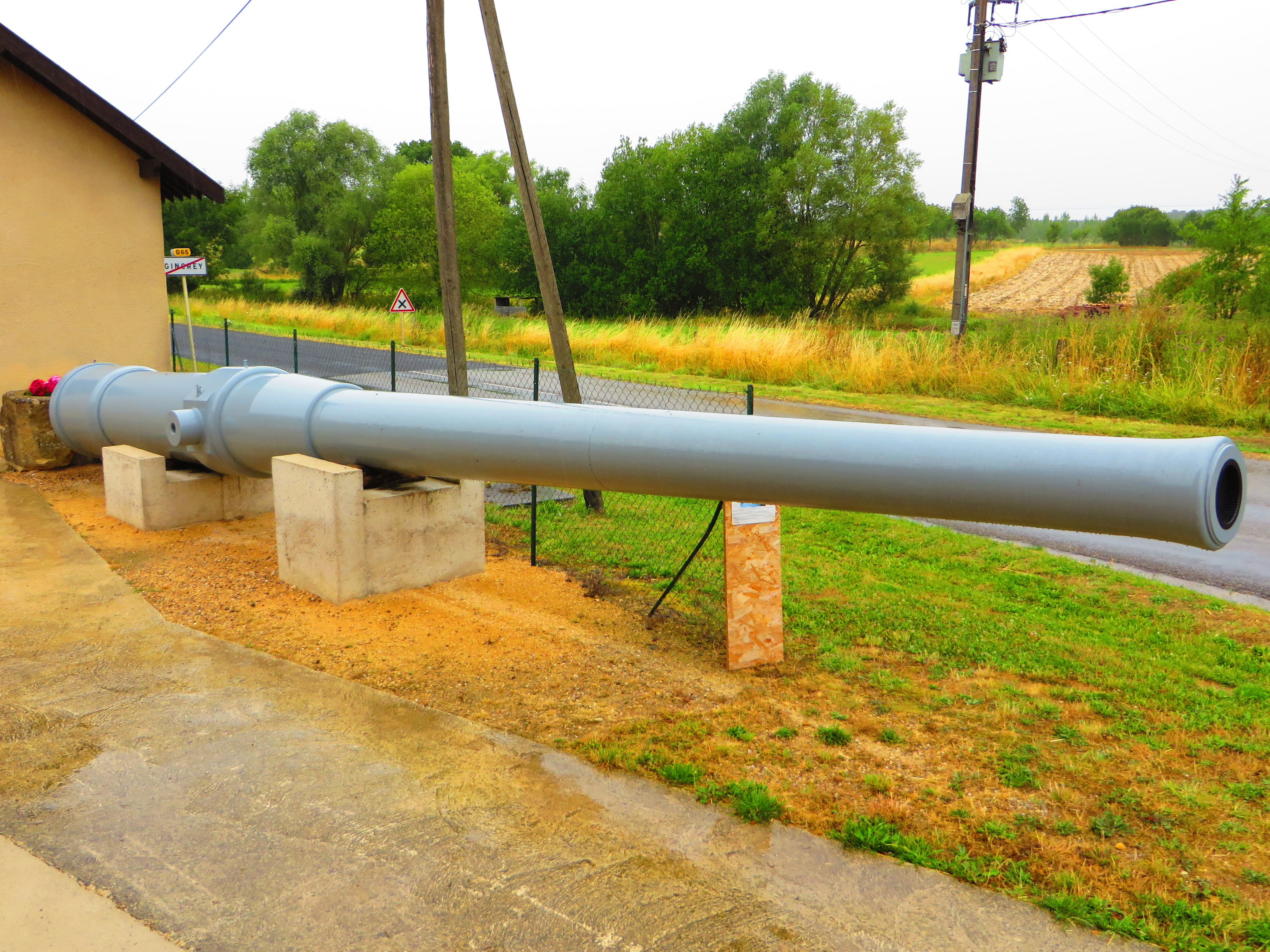
Le canon.

## Population et société

### Démographie
Population : en 1700 : 17 ménages – en 1720 : 20 feux – en 1775 : 132 communiants – en 1792 : 27 citoyens actifs.
L'évolution du nombre d'habitants est connue à travers les recensements de la population effectués dans la commune depuis 1793. Pour les communes de moins de 10 000 habitants, une enquête de recensement portant sur toute la population est réalisée tous les cinq ans, les populations de référence des années intermédiaires étant quant à elles estimées par interpolation ou extrapolation. Pour la commune, le premier recensement exhaustif entrant dans le cadre du nouveau dispositif a été réalisé en 2006.

En 2022, la commune comptait 61 habitants, en évolution de −3,17 % par rapport à 2016 (Meuse : −4,4 %, France hors Mayotte : +2,11 %).
| 1793 | 1800 | 1806 | 1821 | 1831 | 1836 | 1841 | 1846 | 1851 |
| ---- | ---- | ---- | ---- | ---- | ---- | ---- | ---- | ---- |
| 168  | 178  | 171  | 189  | 204  | 215  | 219  | 245  | 240  |

| 1856 | 1861 | 1866 | 1872 | 1876 | 1881 | 1886 | 1891 | 1896 |
| ---- | ---- | ---- | ---- | ---- | ---- | ---- | ---- | ---- |
| 245  | 239  | 240  | 221  | 216  | 203  | 211  | 193  | 196  |

| 1901 | 1906 | 1911 | 1921 | 1926 | 1931 | 1936 | 1946 | 1954 |
| ---- | ---- | ---- | ---- | ---- | ---- | ---- | ---- | ---- |
| 172  | 178  | 170  | 100  | 116  | 112  | 112  | 100  | 107  |

| 1962 | 1968 | 1975 | 1982 | 1990 | 1999 | 2006 | 2011 | 2016 |
| ---- | ---- | ---- | ---- | ---- | ---- | ---- | ---- | ---- |
| 85   | 80   | 72   | 73   | 70   | 65   | 65   | 62   | 63   |

| 2021 | 2022 | - | - | - | - | - | - | - |
| ---- | ---- | - | - | - | - | - | - | - |
| 62   | 61   | - | - | - | - | - | - | - |

## Culture locale et patrimoine

### Lieux et monuments
- L'église Sainte-Agathe, origine XVIIe siècle, reconstruite en 1925.
- La chapelle à Pierreville.
- Exposition permanente ayant pour thèmes « le soldat allemand et la mort au cours de la grande guerre » et « la mémoire du village ».

### Personnalités liées à la commune
- Jean-Claude Périquet, éleveur spécialiste, habite Gincrey. Il est juge international de volailles, président de la Fédération française de volailles, premier vice-président de la Société centrale d'aviculture de France, et représentant de la France à l'Entente européenne d'aviculture.

Il est reconnu dans son milieu professionnel pour avoir écrit ou participé à la rédaction de très nombreux ouvrages sur la basse-cour. Il est également rédacteur en chef de la Revue avicole.

### Héraldique, logotype et devise
| Blason de Gincrey | Blason  | Coupé ondé : au 1er d'argent à quatre joncs au naturel, tigés et feuillés de sinople posés en pal et mouvant de la partition, au 2e de gueules au fût de canon d'or posé en bande. |
| Blason de Gincrey | Détails | Création Dominique Larcher. Adopté le 30 juin 2017. |